# Úzgin Űver ’95
Az Úzgin Űver '95 az Úzgin Űver együttes első stúdióalbuma. Az album és az azon szereplő 14 szám cím nélkül jelent meg.

## Az album dalai
|     | Cím | Hossz |
| --- | --- | ----- |
| 1.  | 01  | 03:20 |
| 2.  | 02  | 04:14 |
| 3.  | 03  | 01:25 |
| 4.  | 04  | 02:44 |
| 5.  | 05  | 01:20 |
| 6.  | 06  | 03:58 |
| 7.  | 07  | 03:29 |
| 8.  | 08  | 05:34 |
| 9.  | 09  | 02:19 |
| 10. | 10  | 02:17 |
| 11. | 11  | 05:21 |
| 12. | 12  | 06:26 |
| 13. | 13  | 07:36 |
| 14. | 14  | 01:33 |

## Közreműködők
- Farkas Marcsi (hegedű, ének)
- Homoki Péter (gitár, szintetizátor, programok)
- Majoros Gyula (szaxofon, klarinét, furulya)
- Jutasi Miklós (oboa)
- Vellai Tamás (dob)
- Horváth György (basszus - 02, 10)
- Paizs Miklós (doromb, dorombének - 1, 13)

## Külső hivatkozások
- Az Úzgin Űver együttes hivatalos honlapja
- Az Úzgin Űver együttes a myspace-en
- zajlik - Úzgin Űver Archiválva 2016. március 4-i dátummal a Wayback Machine-ben
- Bahia Music CDB017 - Úzgin Űver (1995)